# Le Tablier
Le Tablier település Franciaországban, Vendée megyében. Lakosainak száma 756 fő (2022. január 1.). Le Tablier Château-Guibert, Rosnay és Rives de l’Yon községekkel határos.

## Népesség
A település népességének változása:
| Lakosok száma | 729  | 749  | 760  | 746  | 744  | 740  | 748  | 746  | 756  |
|               | 2013 | 2015 | 2016 | 2017 | 2018 | 2019 | 2020 | 2021 | 2022 |